# Microsorum malabaricum
Microsorum malabaricum là một loài dương xỉ trong họ Polypodiaceae. Loài này được B.K.Nayar & Geev. mô tả khoa học đầu tiên năm 1993.
Danh pháp khoa học của loài này chưa được làm sáng tỏ. 